# 荻野目洋子 純情フリーウェイ
荻野目洋子 純情フリーウェイ（おぎのめようこ じゅんじょうフリーウェイ）は、1987年4月11日から1990年3月29日までニッポン放送で放送されていたラジオ番組。パーソナリティは荻野目洋子。

## 放送時間
- 毎週日曜日 24:00 - 24:30 （1987年4月11日 - 1987年9月）
- 毎週月曜日 - 木曜日 24:30 - 24:40 （1987年10月 - 1990年3月29日）

## 概要
本番組は、1987年4月スタート時点では、当時の女性アイドルの番組が並んでいた日曜日夜の24:00の30分枠で放送。6か月後の1987年10月から、月曜から木曜の24:30からの10分の帯番組（『HITACHI FAN! FUN! TODAY』と『ぽっぷん王国』の間の枠）に移動した。火曜日の『洋子のロックコレクション』はゲストコーナーで、様々なアーティストのゲストを迎え、またこのコーナーに呼んで欲しいアーティストのリクエストも受け付けていた。
はがきが採用されたリスナーへは、番組オリジナルのテレホンカードとジグソーパズルが、1989年12月頃からは番組特製ポロシャツが贈られていた。
1988年10月から1989年9月の間は、ネット局が存在した。各ネット局も、ニッポン放送と同じく月曜から木曜の放送だった（同じ枠で金曜は別番組を放送）。

## 主なコーナー

### 1987年4月 - 1987年9月
もう一つの夢の中で
- 日曜夜の30分番組時代のメインコーナー。リスナーが抱いている夢の話を募集していた[5]。月 - 木10分枠に移動して以降も、木曜日で1988年途中まで放送[6]。

### 1987年10月 - 1990年3月
荻野目チャンネル（月曜→水曜）
- 荻野目自身の近況報告と最新情報紹介のコーナー[3]。

連続ラジオドラマ スター・オブ・ザ・ドリーム（火曜）
はがき紹介（水曜）
荻野目ちゃんとデート（木曜、1988年途中から）
気になるアイツ（月曜）
- リスナーから、「毎日見かける素敵な人」への思いのメッセージを荻野目が代わって読んでいた[3]。

女の子だけのマイ・フェイバリットナイト（月曜、1989年から）
洋子のロックコレクション（ソングコレクション）（火曜、1989年から）
- 「ソングコレクション」の時は、主に洋楽を荻野目の選曲で紹介していた[3]。

私のメモリーズナイト（木曜）
私のおもしろランド（木曜）
- リスナーの周りの新しい物や店などの情報を募集していた[4]

## ネット局
1988年10月 - 1989年3月の間放送
- STVラジオ：月 - 木 22:15 - 22:25
- 青森放送：月 - 木 22:50 - 23:00
- 静岡放送：月 - 木 19:40 - 19:50

1989年4月 - 1989年9月の間放送
- 山陰放送：月 - 木 22:30 - 22:40